# 耶米亞·莫里斯
耶米亞·莫里斯（英語：Yemiyah Morris，1998年11月27日—）為美國女子籃球運動員，現效力於澳大利亞國家女子籃球聯賽雪梨火焰。

## 早年
莫里斯成長於加利福尼亚州聖貝納迪諾，在三個州就讀高中，2019年4月從科奇斯學院轉學到密西西比州立大学，代表MSU出賽48場，場均上場8.7分鐘，貢獻3.3分、2.5籃板以後，莫里斯於2021年3月選擇離開校隊，新學年進入西弗吉尼亞大學就讀。

## 職業生涯
2022年莫里斯自西弗吉尼亞大學畢業，職業生涯從Dafni Agiou Dimitriou展開，2023年3月轉戰Elazığ İl Özel İdarespor，2023年8月加盟霍穆托夫獵豹，2024年1月轉隊到Elitzur Ramla。2024年3月，莫里斯與WSBL台元女籃簽約。2024年9月，莫里斯與澳大利亞國家女子籃球聯賽雪梨火焰簽下一年合約。

## 外部連結
- 耶米亞·莫里斯在fiba.basketball（英语）
- 耶米亞·莫里斯在Sports-Reference.com（NCAA）（英语）
- 耶米亞·莫里斯在Eurobasket.com（球員）（英语）
- 耶米亞·莫里斯在Proballers（英语）